# La Libertad (Salvador)
Pour les articles homonymes, voir La Libertad.
La Libertad est une municipalité situé dans le département de La Libertad au Salvador. Elle avait 35 997 habitants en 1997,	et	35 589 en 2013.